# Kentucky
Il Commonwealth del Kentucky (abbreviazione comune: Kentucky in inglese , [kənˈtʌki] o [kɛnˈtʌki]; denominazione ufficiale in lingua inglese: Commonwealth of Kentucky; soprannome: Bluegrass State) è uno Stato federato degli Stati Uniti d'America (sigla = KY). Lo Stato, la cui capitale è Frankfort, confina a ovest con il Missouri, a nord con l'Ohio, l'Illinois e l'Indiana, a sud con il Tennessee e a est con Virginia e Virginia Occidentale.

## Geografia fisica
Il Kentucky confina con sette Stati, dal Midwest al South-east. Confina a est con la Virginia Occidentale, con la Virginia a sud-est, a sud con il Tennessee, con il Missouri a ovest, Illinois e Indiana a nord-ovest e con l'Ohio a nord e nord-est. Solo il Missouri e il Tennessee confinano con più Stati (entrambi otto). I confini settentrionale e occidentale del Kentucky sono segnati rispettivamente dal fiume Ohio e dal fiume Mississippi, tuttavia, il confine ufficiale si basa sui corsi dei fiumi come esistevano quando il Kentucky divenne uno Stato nel 1792.
Il Kentucky può essere diviso in cinque regioni principali: l'altopiano del Cumberland a est, la regione di Bluegrass centro-settentrionale, l'altopiano del Pennyroyal centro-occidentale e occidentale (noto anche come l'altopiano del Pennyrile o del Mississippi), i campi di carbone occidentali e all'estremo occidente la regione di Jackson Purchase. La regione Bluegrass è comunemente divisa in due regioni, la Bluegrass interna (di 140 km attorno a Lexington) e la Bluegrass esterna, contenente buona parte della zona settentrionale dello Stato, sopra la regione di Knobs. Gran parte del Bluegrass esterno si trova nella zona delle colline Eden Shale, costituita da colline brevi, ripide e molto strette. Il Jackson Purchase e il Pennyrile occidentale ospitano diverse paludi di cipresso calvo.

### Idrografia
Il Kentucky ha più miglia navigabili di acqua rispetto a qualsiasi altro Stato federale che non sia l'Alaska. Il Kentucky è l'unico Stato degli Stati Uniti ad avere un confine continuo di fiumi che corrono lungo tre dei suoi lati: il fiume Mississippi a ovest, il fiume Ohio a nord e il fiume Big Sandy e Tug Fork a est. I suoi principali fiumi interni includono il fiume Kentucky, il fiume Tennessee, il fiume Cumberland, il fiume Green e il fiume Licking. 
Sebbene abbia solo tre grandi laghi naturali, il Kentucky ospita molti laghi artificiali. Il Kentucky ha sia il più grande lago artificiale a est del Mississippi in termini di volume d'acqua (lago Cumberland) sia di superficie (lago Kentucky). I 3 322 km di litorale del lago Kentucky, i 64 900 ha di superficie d'acqua e i 4 944 GL di stoccaggio delle inondazioni superano qualsiasi altro lago nel sistema TVA. I 140 000 km di flussi del Kentucky forniscono uno dei sistemi di flusso più estesi e complessi della nazione.

### Clima
Situato nella parte interna sud-orientale del Nord America, il Kentucky ha un clima che può essere meglio descritto come un clima subtropicale umido, solo le piccole aree più alte del Sud-est dello Stato hanno un clima oceanico influenzato dagli Appalachi. Le temperature nel Kentucky di solito vanno dai massimi estivi diurni di 31 °C ai minimi invernali di -5 °C. La precipitazione media è di 1 200 mm all'anno. La temperatura massima registrata è stata 46 °C a Greensburg il 28 luglio 1930, mentre la temperatura minima registrata è stata -38 °C a Shelbyville il 19 gennaio 1994. Ha quattro stagioni distinte, ma raramente sperimenta il freddo estremo degli Stati settentrionali, né l'alto calore degli Stati nel profondo Sud. 
La pioggia e le nevicate ammontano a circa 114 cm l'anno. Ci sono anche grandi variazioni climatiche all'interno dello Stato. Le parti settentrionali tendono a essere di circa 5 gradi più fredde di quelle nelle parti occidentali dello Stato. Somerset nella parte centro-meridionale riceve 25 cm in più di pioggia all'anno rispetto, ad esempio, a Covington a nord. La temperatura media annuale varia da 13 °C nell'estremo Nord a 16 °C all'estremo Sud-ovest.
In generale, il Kentucky ha estati piovose calde relativamente umide e inverni moderatamente freddi e nevosi. Le temperature massime medie a luglio variano da 28 a 32 °C e le temperature minime medie di luglio sono tra 16 e 21 °C. A gennaio, invece, le temperature massime medie variano da 2 a 7 °C e le temperature minime medie vanno da 2 a 7 °C. Le temperature medie variano con le regioni montuose del Nord e dell'Estremo Oriente con una media di cinque gradi più fresche tutto l'anno, rispetto alle aree relativamente più calde della regione meridionale e occidentale dello Stato. Le precipitazioni variano anche da nord a sud con una media del Nord da 970 a 1 020 mm e una media del Sud di 1 300 mm.

## Origini del nome
Le origini del nome non sono chiare, ma si ipotizza che derivi da un termine irochese, col significato di "prateria", "campo", ma anche "terra del domani" o "fiume di sangue".

## Storia
Già visitato dai mercanti inglesi nel 1692 che vi commerciavano con i nativi americani Shawnee, entrò nell'area francese insieme alla valle dell'Ohio nel 1749. Passò definitivamente all'Inghilterra nel 1763 e nel 1774 fu creata a Harrodsburg la prima colonia dell'ovest statunitense.
La sconfitta dei nativi americani di Fort Pleasant nel 1774 favorì una forte immigrazione di coloni che crearono alcuni stanziamenti a ovest e a sud dei fiumi Kentucky, Ohio e Cumberland. Nel 1775 il territorio si costituì come "contea di Transylvania" con il governatore Richard Henderson, finché entrò come quindicesimo Stato dell'Unione degli Stati Uniti d'America il 1º giugno 1792.
Attivo durante la guerra del 1812, fu uno Stato schiavista, ma nella guerra civile americana rimase inizialmente neutrale, appoggiando tuttavia l'Unione. La capitale, Frankfort, fu temporaneamente occupata dalle truppe Confederate.

## Società

### Religione
- Cristiani: 86%
  - Protestanti: 70%
    - Battisti: 35%
    - Metodisti: 5%
    - Pentecostali: 4%
    - Chiesa di Cristo: 3%
    - Luterani: 2%
    - Presbiteriani: 2%
    - Altri Protestanti: 5%

  - Cattolici: 19%
  - Altri Cristiani: 1%
- Atei: 13%
- Altro: 1%

### Evoluzione demografica
La popolazione (da dati del 2006) risulta essere di 4 206 074. L'etnia di maggioranza è quella bianca (89,3%), mentre altre etnie presenti sono afroamericani (7,3%), latinoamericani (1,5%) e altri (1,9%).

### Città
Le città più popolose sono Louisville e Lexington, tutte le altre sono al di sotto dei 80 000 abitanti.
La capitale dello Stato Frankfort non rientra nelle prime dieci città più popolose con un totale di 28 602 abitanti.
Da una stima del 01-04-2020 queste sono le prime dieci città per numero di abitanti:

La piramide dell'età nel Kentucky

1. Louisville: 633 045
2. Lexington: 322 570
3. Bowling Green: 72 294
4. Owensboro: 60 183
5. Covington: 40 961
6. Georgetown: 37 086
7. Richmond: 34 585
8. Florence: 31 946
9. Elizabethtown: 31 394
10. Hopkinsville: 31 180

## Economia
Il Kentucky è il 5º Stato a livello nazionale per l'allevamento caprino, l'8º nella produzione di manzo, e il 14º nella produzione di mais. Lo Stato è al quarto posto nel numero di automobili e camion assemblati. Sono assemblati nello Stato la Chevrolet Corvette, Cadillac XLR (2004–2009), Ford Escape, camion Ford Super Duty, Ford Expedition, Lincoln Navigator, Toyota Camry, Toyota Avalon, Toyota Solara, Toyota Venza, e Lexus ES 350. Le esportazioni del Kentucky hanno raggiunto il picco di $ 22,1 miliardi nel 2012, quando vennero esportati prodotti e servizi in 199 paesi.Il tasso di imposta sulle vendite in Kentucky è del 6%.